# فلسفة تطبيقية

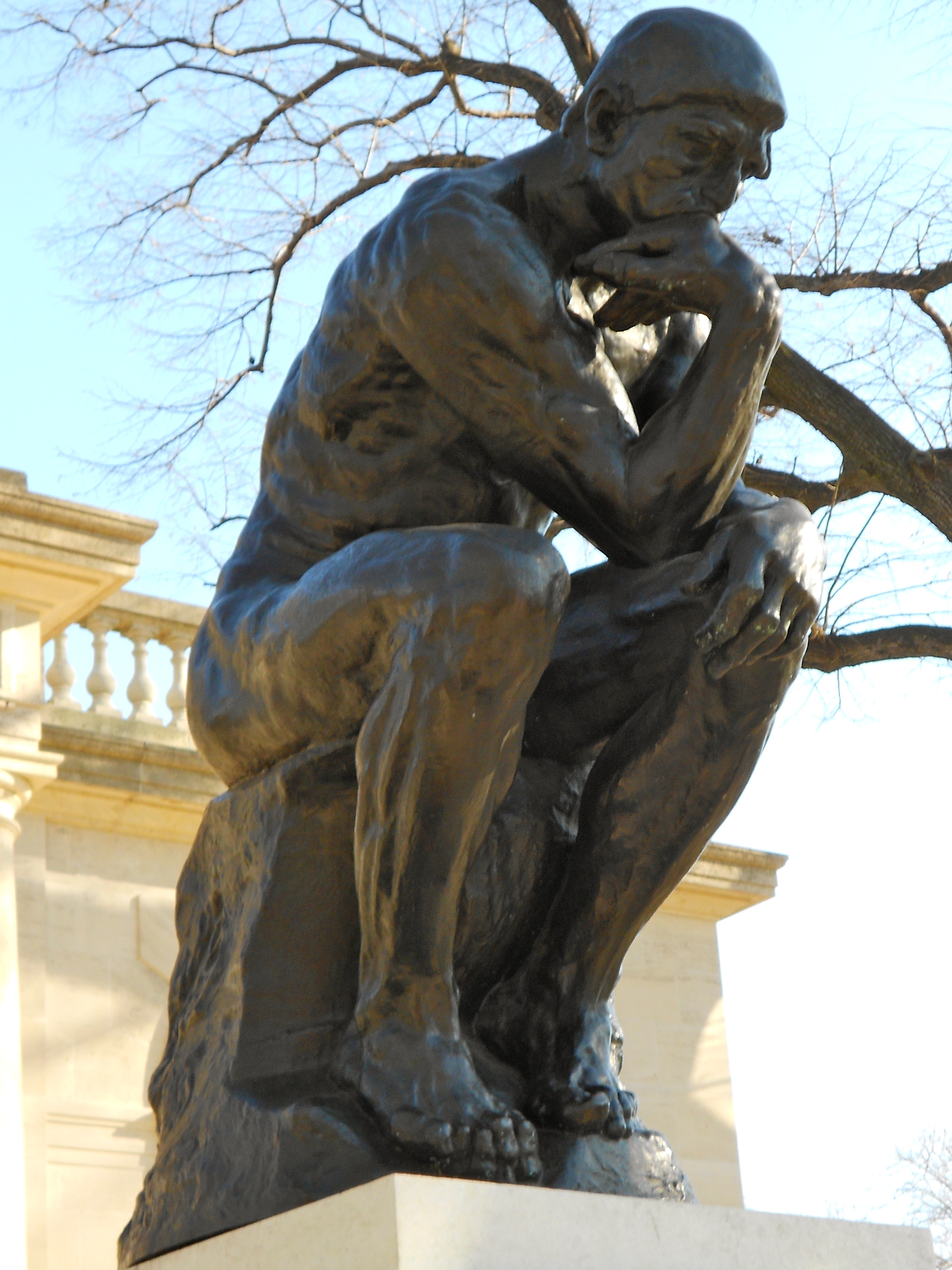
"المفكر" لأوغوست رودان خارج متحف رودان في فيلادلفيا.

الفلسفة التطبيقية (بالإنجليزية: Applied philosophy)‏ هي فرع من فروع الفلسفة التي تدرس المشكلات الفلسفية ذات الاهتمام العملي. يغطي الموضوع مجموعة واسعة من القضايا في البيئة والطب والعلوم والهندسة والسياسة والقانون والسياسة والاقتصاد والتعليم، حيث نشر هذا المصطلح في عام 1982 من خلال تأسيس جمعية الفلسفة التطبيقية من قبل بريندا ألموند، ونشر لاحقًا في مجلة مجلة الفلسفة التطبيقية الذي حررته إليزابيث بريك. تتشابه طرق الفلسفة التطبيقية مع الأساليب الفلسفية الأخرى بما في ذلك التساؤل، والجدل، والنقاش النقدي، والحجة العقلانية، والعرض المنهجي، والتجارب الفكرية، والحجج المنطقية.
تتميز الفلسفة التطبيقية عن الفلسفة البحتة في المقام الأول من خلال التعامل مع موضوعات محددة ذات اهتمام عملي، في حين أن الفلسفة البحتة لا تأخذ شيئًا، إنها فلسفة مطبقة على نفسها من الناحية المجازية؛ استكشاف المشكلات الفلسفية القياسية والأشياء الفلسفية (مثل الخصائص الميتافيزيقية) مثل الطبيعة الأساسية للواقع ونظرية المعرفة والأخلاق من بين أمور أخرى. لذا فإن الفلسفة التطبيقية هي قسم فرعي من الفلسفة، وبتفسيرها الواسع على أنها لا تتعامل مع مواضيع في عالم مجرد بحت، ولكنها تأخذ موضوعًا محددًا ذا اهتمام عملي.